# Laguna de Taravilla
La laguna de la Parra o laguna de Taravilla es una laguna de montaña situada en el sur del término municipal de Taravilla, en la provincia de Guadalajara (España), y dentro del parque natural del Alto Tajo. Pertenece a la cuenca hidrográfica del Tajo.

## Datos
Es una laguna de montaña, de unos 11 m de profundidad, ubicada a una altitud de 1140 m s. n. m. Es de tipo cárstico, con aguas dulces y permanentes, situada en un valle de montaña y alimentada por un arroyo de aguas permanentes. Presenta en su vertiente norte un humedal somero y una comunidad de helófitos y macrófitos. El fondo del valle presenta un cerramiento travertínico, con origen mixto glaciar y cárstico, donde se acumulan las aguas para formar la laguna.
Las aguas son de tipo bicarbonatado cálcico, oligotróficas, con muy bajas concentraciones de nutrientes inorgánicos y pigmentos fotosintéticos. Las únicas fuentes de contaminación observables son las procedentes del baño de los turistas y las del pastoreo del ganado que abreva en el manantial.

## Literatura
La laguna de Taravilla es uno de los escenarios principales de la novela El río del Edén del escritor gallego José María Merino.
El escritor guadalajareño Juan Pablo Mañueco recoge en su obra en verso Castilla, este canto es tu canto una leyenda situada en la laguna de Taravilla.
También aparece esta leyenda en el libro digital del mismo autor, Juan Pablo Mañueco, "La Leyenda de la Noche de Ánimas de Guadalajara y otras leyendas de Mañueco".